# (Sittin' On) The Dock of the Bay
«(Sittin' On) The Dock of the Bay» es una canción de soul del cantante estadounidense Otis Redding, lanzada el año 1968, después de la muerte de Otis.
Redding escribió el primer verso de la canción en Waldo Pier, (Sausalito, California), durante una gira con los Bar-Kays en agosto de 1967, con el título abreviado '«Dock of the Bay». A lo largo de la gira de los LP King & Queen y Live in Europa, continuó escribiendo la letra de la canción.
En noviembre de ese mismo año, Redding y el productor y guitarrista Steve Cropper completaron la canción y la letra de «(Sittin' On) The Dock of the Bay». La colaboración de Cropper le dio al tema un aire distinto al resto de canciones de Redding. Finalmente, el tema se lanzó en enero del año siguiente.
La popularidad de «(Sittin' On) The Dock of the Bay», lo ha convertido en un tema muy versionado, por cantantes como Charly García, Percy Sledge, Willie Nelson, Michael Bolton, o Pearl Jam. Según el sitio agregador de listas Acclaimed Music, es la 17.ª canción más aclamada por los críticos de todos los tiempos. Ocupa el vigésimo octavo puesto en la de las 500 mejores canciones de todos los tiempos según la revista Rolling Stone.

## Letra
Sittin' in the morning sun
 I'll be sittin' when the evening comes
 Watching the ships roll in
 Then I watch them roll away again, yeah
I'm sittin' on the dock of the bay
 Watchin' the tide roll away, ooh
 I'm just sittin' on the dock of the bay
 Wastin' time
I left my home in Georgia
 Headed for the Frisco Bay
 Cuz I've had nothing to live for
 And look like nothing's gonna come my way
So, I'm just gon' sit on the dock of the bay
 Watchin' the tide roll away, ooh
 I'm sittin' on the dock of the bay
 Wastin' time
Looks like nothing's gonna change
 Everything still remains the same
 I can't do what ten people tell me to do
 So I guess I'll remain the same, listen
Sittin' here resting my bones
 And this loneliness won't leave me alone, listen
 Two thousand miles I roam
 Just to make this dock my home, now
I'm just gon' sit at the dock of a bay
 Watchin' the tide roll away, ooh
 Sittin' on the dock of the bay
 Wastin' time.